# 司教領

赤部分がネーデルラント17州のユトレヒト司教領（695年-1528年）。

司教領（しきょうりょう、英語：Hochstift, Bishoprics）もしくは司教国は、君主（prince）の資格を有する司教である司教領主が、その世俗的な権力により支配する領域を指す用語である。当該司教の教区（司教区、英語: diocese)と重なることが多い。君主が大司教であれば大司教領（Prince-Archbishopric）と呼ばれる。修道院長を君主とする修道院領も存在した。ドイツ騎士団などの騎士団領も、聖職者（騎士団の騎士はすべて修道士である）が世俗の領主権を行使しているという意味で共通のものである。司教領の資産は教会領（Kirchengut）と言われる。
神聖ローマ帝国（HRE, Holy Roman Empire）の領域を中心に、中世のヨーロッパや十字軍国家に多数存在したが、2012年現在存在しない。ただし、ローマ教皇が元首のバチカン市国と、ウルヘル司教が共同元首のアンドラ公国が存在する。

## 司教領の一例
- マインツ大司教領
- ケルン大司教領

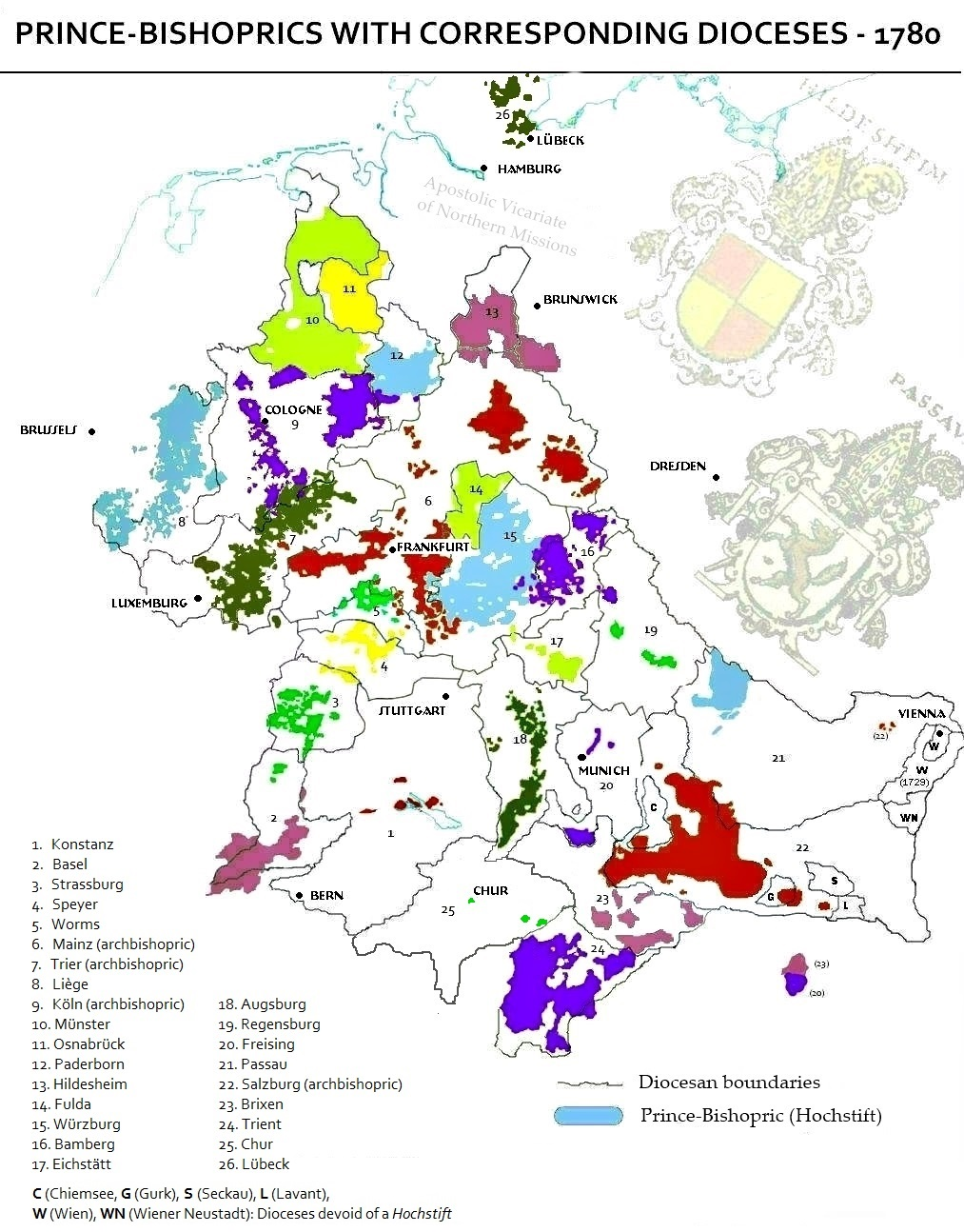
1780年の司教領と教区。

- トリーア大司教領 - トリーア（トリーア選帝侯、ルクセンブルク家他）
- マクデブルク大司教領（ドイツ語版）
- ヴュルツブルク司教領（英語版）
- ハルバーシュタット司教領（英語版）
- カミン司教領（英語版）
- バンベルク司教領（英語版）
- ミンデン司教領（英語版）
- パーダーボルン司教領（英語版）
- ヒルデスハイム司教領（英語版）
- オスナブリュック司教領（英語版）
- アウクスブルク司教領（英語版）
- ミュンスター司教領（英語版）
- シュパイアー司教領（英語版）
- ザルツブルク大司教領（英語版）
- ブレーメン大司教領（英語版）
- ヴァルミア大司教領（英語版）
- サーレ・レーネ司教領（英語版）
- タルトゥ司教領（英語版）
- リガ司教領（英語版）

現オランダ
- ユトレヒト司教領（英語版） - 1528年にハプスブルク家カール5世の侵略を受け、皇帝領ユトレヒト（英語版）と皇帝領オ－ファーアイセル（英語版）に分割された。

現ベルギー
- リエージュ司教領 - リエージュ、ネーデルラント（スペイン・ハプスブルグ朝）

現スイス
- クール司教領 - クール、ネーデルラント（スペイン・ハプスブルグ朝）

現フランス
- ヴェルダン司教領（英語版） - ロレーヌ公国、三司教領（英語版）（ブルボン朝、メディチ家）
- メス司教領（英語版）
- トゥール司教領（英語版）
- カンブレー大司教領（フランス語版）